# Annales botanices systematicae
Annales botanices systematicae (abreviado Ann. Bot. Syst. o Ann. Bot. Syst. (Walpers)) fue un libro con ilustraciones y descripciones botánicas que fue escrito por los botánicos alemanes Wilhelm Gerhard Walpers y Karl Müller, y publicado en Leipzig en 7 volúmenes en los años 1848 - 1868.

## Publicación
- Volumen n.º i. Synopsis plantarum phanerogamicarum novarum omnium per annos 1846 & 1847 descriptarum. 1848-49.--
- Volumen n.º ii. Synopsis plantarum phanerogamicarum Thalamiflorarum et Calyciflorarum omnium per annos 1848-1850 descriptarum. 1851-52.--
- Volumen n.º iii. Synopsis plantarum phanerogamicarum Corolliflorarum, Monochlamydearum et Monocotyledonearum omnium per annos 1848-1850 descriptarum. 1852-53.--
- Volumen n.º iv.-vi. Synopsis plantarum phanerogamicarum novarum omnium per annos 1851-1855 descriptarum; auctore Carolo Mueller. 3 tom. 1857-61.--
- Volumen n.º vii. Addenda ad litteraturam botanicam annorum 1856-1866;